# Marisol (série télévisée, 1996)
Pour les articles homonymes, voir Marisol.
Marisol est une telenovela mexicaine diffusée en 1996 par Canal de las Estrellas.

## Distribution
- Erika Buenfil : Marisol Ledesma Garcés del Valle  / Veronica Soriano
- Eduardo Santamarina : Jose Andrés Garcés del Valle
- Claudia Islas : Amparo Vda. de Garcés del Valle †
- Enrique Álvarez Félix : Leonardo Garcés del Valle †
- Aarón Hernán : Don Alonso Garcés del Valle (†)
- Emma Laura : Rossana Valverde †
- David Ostrosky : Mariano Ruiz (†)
- Pilar Montenegro : Sulema Chávez
- Sergio Basañez : Mario Suárez (†)
- Alejandro Ibarra : Francisco "Paco" Suárez
- Socorro Bonilla : Doña Rosita Suárez
- Romina Castro : Mimí Candela de Suárez
- Germán Robles : Basilio González †
- Verónica Langer : Carmen Pedroza López
- Paulina Lazareno : Alejandra Pedroza
- Julia Marichal : Dolores
- Alberto Mayagoitia : Rubén Linares
- Ivette : Camila Linares
- José María Torre : Daniel "Danny" Linares
- Guillermo Murray : Dr Álvaro Linares
- Ana María Aguirre : Rebeca
- Alejandra Procuna : Malú
- Amparo Garrido : Constanza
- Blanca Torres : Blanca
- Laura Flores : Sandra Luján
- Christian Ruiz : José María Garcés del Valle "Chema"
- Renée Varsi : Vanessa Garcés del Valle
- Raymundo Capetillo : Diego Montalvo †
- Maricarmen Vela : Doña Andrea Montalvo
- Guillermo García Cantú : Raúl Montemar
- Teresa Tuccio : Sabrina Montemar
- Jair de Rubin : Daniel Martínez "El Chupacabras"
- Anastasia : Yolanda "Yoli"
- Alejandra Meyer : Doña Lorenza
- Guillermo Rivas : Don Tomás
- Lucía Guilmáin : Romualda Martínez
- Cocó Ortiz : Raymunda Martínez
- Yadira Santana : Mariana
- Laura Forastieri : Wilma
- Irma Lozano : Sofía Garcés del Valle / Sofía de Ledesma †
- Alberto Inzúa : Alfredo Ledesma †
- Chao : Óscar
- Oscar Márquez : Leonel Villanueva
- Grelda Cobo : Angélica
- Antonio De Carlo : Rosendo
- Serrana : Teresa
- Nikky : Jesús
- Guadalupe Bolaños : Dorina Capucci
- Marcos Valdés : Dr Salvador Saldívar
- Francisco Xavier : Alberto Montiel
- Alma Rosa Añorve : Deborah Valverde
- Teo Tapia : Rodolfo Valverde
- Montalvo "El Pirata de la Salsa" : Lalo (Novio)
- Carolina Guerrero : Lola (Novia)
- Rodolfo Arias : Nicolás Mijares
- Michaelle Mayer : Rosario "Chayito"
- Nora Velázquez : Petra
- Luhana : Chole
- Veronica con K : Zalmudia
- Lilian Tapia : Gelatina
- Sherlyn : Sofía Garcés del Valle "Piojito"
- Antonio Escobar : Larry García
- Raúl Askenazi : Teniente Romero
- Rafael Perrin : Detective Aguilar
- Miguel A. Fuentes : Pulga
- Miguel Garza : Piojo
- Raúl Valerio : Dr Heredia
- Víctor Lozada : Toto
- Abigail Martínez : Genoveva
- Jorge Santos : Dr Samuel Reyna
- Nando Estevané : Silvano Suárez
- Brenda Zachas : Acasia
- Alfredo Rosas : Cástulo
- Marco Antonio Calvillo : Omar
- Flor Payan : Esmeralda "Melita"
- Nieves Mogas : Herlinda
- Soraya : Guadalupe
- María Prado : Doña Chancla
- Fernando Lozano : Sebastián
- Adriana Chapela : Clara
- Judith Grace : Carola
- Emmanuel Ortiz : Claudio
- Nancy Curiel : Carmín
- Jesús Ochoa : Don Fortunato
- Maunel Ávila Córdoba : Dr Santos
- Manuel Benítez : Sr. Morales
- José Luis Avendaño : Serafín
- Alicia del Lago : Cleotilde
- Abril Campillo : Teófila Viuda de Gamboa
- Héctor Fuentes León : Julián
- Maria Marmolejo : Altagracia (#1)
- Mariana Rivera : Altagracia (#2)
- Jamye Post : Heidi
- Bernhard Seifert : Hans
- Alberto Seeman : Dr Silva
- Fernando Sarfati : Lic. Cabrera
- Ofelia Guilmáin : Zamira
- Gabriela Salomon : Domitila
- Miguel Serros : Ballesteros
- Alejandro Ávila : Castello
- Mario Suárez : Quijano
- Ángeles Balvanera : Lola
- Silvia Ramírez : Sonia
- Martín Rojas : Manolo
- Héctor Álvarez : Dr García
- Raúl Castellanos : Enfant
- Víctor Foulloms : Joyero
- Gustavo Zarate : Propriétaire
- Nestor Leoncio : Homme
- Ely Mauri : Police
- Omar Germenos : Médecin
- Alberto Langer : Journaliste
- Roberto Porter : Père
- Monique Rojkind : Enfermera
- Ángeles Yáñez : Madame
- Dolores Salomón : Madame Gordoa
- Enrique Iglesias : Enrique Iglesias
- Verónica Gallardo : Verónica Gallardo
- Arturo Peniche : Juan Vicente Morelos
- Radamés de Jesús : Tootie
- Fátima Torre

## Diffusion internationale
| Pays                   | Chaîne                 | Titre   | Série première  |
| ---------------------- | ---------------------- | ------- | --------------- |
| Mexique                | Canal de las Estrellas | Marisol | 22 janvier 1996 |
| Colombie               | Canal A                | Marisol |                 |
| Équateur               | Gama TV                | Marisol |                 |
| Équateur               | TC Televisión          | Marisol |                 |
| Pérou                  | América Televisión     | Marisol |                 |
| Chili                  | Megavisión             | Marisol |                 |
| Chili                  | Red Televisión         | Marisol |                 |
| Porto Rico             | Telemundo Porto Rico   | Marisol |                 |
| EU                     | TLNovelas              | Marisol |                 |
| Amérique latine        | TLNovelas              | Marisol |                 |
| République dominicaine | Color Visión           | Marisol |                 |
| États-Unis             | Univisión              | Marisol |                 |
| États-Unis             | Galavisión             | Marisol |                 |
| Paraguay               | Telefuturo             | Marisol |                 |
| Serbie                 | RTS                    | Марисол | 1998            |
| Croatie                | HRT                    | Marisol |                 |
| Croatie                | Doma TV                | Marisol |                 |
| Portugal               | RTP1                   | Marisol |                 |
| Brésil                 | SBT                    | Marisol |                 |

## Prix et distinctions

### Premios TVyNovelas 1997
| Catégorie                      | Nomination          | Résultant |
| ------------------------------ | ------------------- | --------- |
| Meilleure telenovela           | Juan Osorio         | Nommé     |
| Meilleure actrice protagonique | Erika Buenfil       | Nommée    |
| Meilleur acteur protagonique   | Eduardo Santamarina | Nommé     |
| Meilleure première actrice     | Claudia Islas       | Nommée    |

## Versions
- Marcha nupcial (1977), produit par Valentín Pimstein pour Televisa.
- Marisol (2002), produit par Sistema Brasileiro de Televisão.